# If You Love Me, Baby
If You Love Me, Baby, ook wel Take Out Some Insurance on Me, Baby genoemd, is een lied dat is geschreven door de Amerikanen Charles Singleton en Waldenese Hall. Het nummer is in 1959 als single opgenomen door Jimmy Reed, maar die plaat deed niets. Het nummer is bekender door de opname die er op 24 juni 1961 van gemaakt is in Studio Rahlstedt in Hamburg met Tony Sheridan als zanger en The Beatles als begeleidingsgroep.
De zanger nodigt zijn geliefde uit een overlijdensrisicoverzekering op hem af te sluiten, want het is zeker dat hij sterft van verdriet als ze hem ooit in de steek laat.

## Opname
Het nummer maakt deel uit van een opnamesessie die plaatsvond van 22 t/m 24 juni 1961 met Bert Kaempfert als producer. De Engelse zanger Tony Sheridan trad in die tijd op in de Top Ten Club in Hamburg, vaak met een beginnend bandje dat ook uit Engeland kwam en zich The Beatles noemde. Kaempfert wilde Sheridan een kans geven. Bij een deel van de opnamen werd Sheridan begeleid door The Beatles, bij een ander deel door anoniem gebleven andere muzikanten. Kaempfert zette alle opnamen op naam van Tony Sheridan and The Beat Brothers. Onder die opnamen zijn twee liedjes van The Beatles zonder Tony Sheridan: Cry for a Shadow en Ain't She Sweet, en vijf nummers van Tony Sheridan met The Beatles, waaronder If You Love Me, Baby.
De vermoedelijke bezetting was:
- Tony Sheridan, zang en sologitaar
- Paul McCartney, basgitaar
- George Harrison, slaggitaar
- Pete Best, drums

De opnametechnicus was Karl Hinze. John Lennon deed waarschijnlijk niet mee.

## Uitgebracht
Uit alle opnamen deed Kaempfert een risicoloze keus. My Bonnie, met op de achterkant The Saints werd als plaat uitgebracht. Dat waren twee Engelse liedjes die het Duitse publiek goed kende. De plaat verscheen in oktober 1961 in Duitsland en in januari 1962 in het Verenigd Koninkrijk. De Duitse versie stond op naam van Tony Sheridan and The Beat Brothers, de Britse versie op naam van Tony Sheridan and The Beatles, want inmiddels had de groep in eigen land enige naam gemaakt.
Pas in 1964 werd iets gedaan met de andere opnamen. Op 29 mei bracht Polydor Ain't She Sweet met op de achterkant If You Love Me, Baby in het Verenigd Koninkrijk als single uit. De plaat haalde de 29e plaats in de Britse UK Singles Chart. In de Verenigde Staten kwam Ain't She Sweet ook uit, maar wel met een andere achterkant: Nobody's Child.
If You Love Me, Baby verscheen in hetzelfde jaar ook als single in de Verenigde Staten, maar dan als achterkant van Sweet Georgia Brown. De plaat kwam uit op het label Atco Records en op beide nummers was een extra drumpartij van Bernard Purdie toegevoegd. Uit de opname van If You Love Me, Baby was bovendien een krachtterm van Sheridan in het laatste couplet weggehaald.
In april van dat jaar bracht Polydor een lp uit met de titel The Beatles' First met Cry for a Shadow en Ain't She Sweet en nog tien nummers van Tony Sheridan waarop misschien The Beatles meespeelden, waaronder If You Love Me, Baby. Volgens de nieuwste inzichten spelen The Beatles op vier nummers van die lp niet mee. Daarna is If You Love Me, Baby nog vele malen verschenen op verzamelalbums met een selectie uit het beschikbare materiaal van Tony Sheridan met The Beat Brothers.
Op 5 oktober 1964 kwam Atco Records met een lp getiteld Ain't She Sweet. Hierop staan behalve het titelnummer drie nummers van Tony Sheridan met The Beatles: Sweet Georgia Brown, If You Love Me, Baby en Nobody's Child. De overige acht nummers zijn nummers van The Beatles en andere Engelse popgroepen uit die tijd, gecoverd door een groep die zich The Swallows noemde. If You Love Me, Baby en Sweet Georgia Brown zijn hier dezelfde versies als op de single. Ook bij Ain't She Sweet is een extra drumpartij van Bernard Purdie toegevoegd, boven op die van Pete Best.